# Luís de Freitas Branco

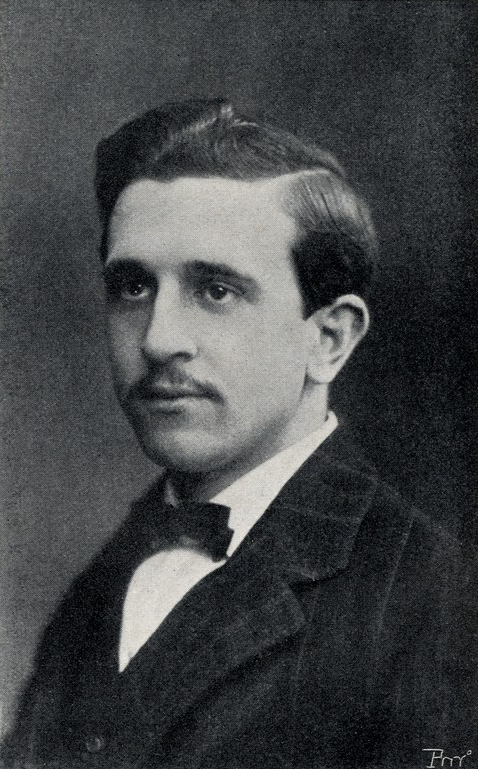
Luís de Freitas Branco in 1911

Luís Maria da Costa de Freitas Branco (Lissabon, 12 oktober 1890 – aldaar, 27 november 1955) was een Portugees componist en een van de leidende figuren van het Portugese culturele leven in de eerste helft van de twintigste eeuw.

## Biografie
Luís de Freitas Branco werd geboren in een redelijk welgestelde familie in Lissabon. Hij maakte in de huiselijke kring kennis met de (klassieke) muziek en kreeg piano- en vioollessen. Later studeerde hij ook orgel. Daarnaast ontwikkelde hij al vroeg een compositorische gave. Als veertienjarige schreef hij liederen, die in Portugal grote populariteit verwierven. In 1907 werd hij muziekcriticus bij de Lissabonse Diário Ilustrado.
Om zijn muzikale opleiding te vervolmaken, reisde hij in 1910 naar Berlijn, waar hij compositie, oude muziek en musicologie studeerde. Een jaar later was hij in Parijs. Hier ontmoette hij Claude Debussy en raakte hij in de ban van diens muziek. Ook de andere uitingen van het impressionisme maakten diepe indruk op de jonge componist.
Terug in Portugal werd De Freitas Branco in 1916 leraar aan het conservatorium van zijn geboortestad. Tussen 1919 en 1924 was hij hier ook adjunct-directeur. Tot zijn leerlingen behoort de ook buiten Portugal bekend geworden Joly Braga Santos.
Hij trouwde met Estela Diniz de Ávila e Sousa.
Op latere leeftijd kreeg Luis de Freitas Branco problemen met het fascistoïde bewind van Salazar, dat hem politieke afzijdigheid verweet.

## Werk
Als componist ontwikkelde De Freitas Branco zich vanuit het laat-romantische idioom via het impressionisme naar een  modernere stijl, waarin ook invloeden van Igor Stravinski en Paul Hindemith zijn terug te vinden. Met name zijn vierde en laatste symfonie (1952) getuigt daarvan. 
- Symfonie nr. 1 (1924)
- Symfonie nr. 2 (1926)
- Symfonie nr. 3 (1944)
- Symfonie nr. 4 (1952)
- Symfonie nr. 5 (1954-)(onvoltooid)
- Scherzo Fantastique (1907)
- Antero De Quental - Symfonisch gedicht (1908)
- Artificial Paradises - Symfonisch gedicht (1910)
- Tentacoes de S. Frei Gil (1911)
- Vathek (1913)
- Vioolconcert (1916)
- Alentejo Suite no. 1 (1919)
- Alentejo Suite no. 2 (1927)
- Solemnia Verba - Symfonisch gedicht (1951)

- Bibsys: 12040291
- Biblioteca Nacional de España: XX1274605
- Bibliothèque nationale de France: cb11254119b (data)
- Gemeinsame Normdatei: 116396466
- International Standard Name Identifier: 0000 0001 1932 8725
- Library of Congress Control Number: no89001484
- MusicBrainz: 7ae46f4c-ead4-437b-891d-f44b0a557ce7
- Nederlandse Thesaurus van Auteursnamen: 308470249
- Réseau des bibliothèques de Suisse occidentale: 02-A006442140
- Istituto Centrale per il Catalogo Unico: LO1V136198
- Système universitaire de documentation: 124227791
- Virtual International Authority File: 22892572
- WorldCat: E39PBJfx7dXggG4m9fyQgQxbh3